# Юрин, Евгений Васильевич
Евгений Васильевич Юрин (22 февраля 1898 года, слобода Мстёра, Вязниковский уезд, Владимирская губерния, Российская империя — 1983 год) — советский и российский художник, народный художник РСФСР (1978).

## Биография
Родился 22(9) февраля 1898 года в слободе Мстёра в семье потомственных иконописцев.
С 1909 по 1913 годы — учился в иконописной школе.
С 1913 по 1916 годы — работал в иконописных мастерских Мстёры: сначала в мастерской С. А. Суслова, затем у И. Е. Мумрикова, был мастером «доличного» письма в иконах. Писал пейзаж, архитектуру, расписывал сусальным золотом орнаменты на одеждах святых.
В 1916 году — был призван в армию, а в 1919 году — призван в Красную Армию, воевал в дивизии латышских стрелков.
С 1940 года — член Союза художников СССР.
С 1923 года — стоял у истоков создания «Мстёрской артели древнерусской живописи».
В декабре 1930 года вместе с И. А. Серебряковым осваивал технику миниатюрной живописи в Кустарном музее ЦН опытно-показательной станции ВСНХ РСФСР.
Сперва, как и все, расписывал шкатулки сюжетами, а с 1937 года — полностью перешел на орнамент, внес вклад в историю развития мстёрской миниатюры, став автором стиля получившими название «юринский орнамент».
В начале 1930-х годов создает миниатюры с сюжетами на современную тему: «Крейсер Аврора», «Сбор грибов», «Мичурин», в 1934—1937 годах появляются темы: советская семья, велосипедисты, станция метро.
С 1937 года — постоянный участник художественных выставок.
Годы Великой Отечественной войны тяжело отразились и на судьбе художника: в 1941 году — умирает его отец, в 1942 году — мать, под Сталинградом погибает его сын Анатолий, а в 1944 году под Оршей — второй сын Алексей.
В период войны на коробках и портсигарах изображал партизан, лихо скачущих на конях. На шкатулках появляются крупные формы цветов на чёрном фоне. В миниатюрах 1945—1946 годов в композициях четко прослеживается компоновка растительных форм в геометрические фигуры — ромбы, овалы, круг. Евгений Юрин разрабатывает новые мотивы, заимствованные из советской эмблематики.
Автор миниатюр «Орден Красного знамени» (1947), «Орден Победы» (1947), «Спасская башня» (1947), его миниатюра «Ордена Победы» (1947) — шкатулка — находится в Мстёрском художественном музее.
Евгений Васильевич Юрин умер в 1983 году.

### Семья
- отец, Василий Степанович Юрин, работал «личником» в крупной мастерской И. Е. Мумрикова, в 1902 году был награждён серебряной медалью Всероссийской кустарной выставке «За тонкое тщательное письмо в духе старинной русской иконописи»
- мать, Агрипина Тимофеевна, делала из бумаги цветы для фольговых дешёвых икон
- старшие братья: Иван и Всеволод — иконописцы-«личники»
- сыновья - Анатолий, Алексей - погибли в Великую Отечественную войну

## Награды
- Народный художник РСФСР (1978)
- Заслуженный деятель искусств РСФСР (1957)